# Castignano

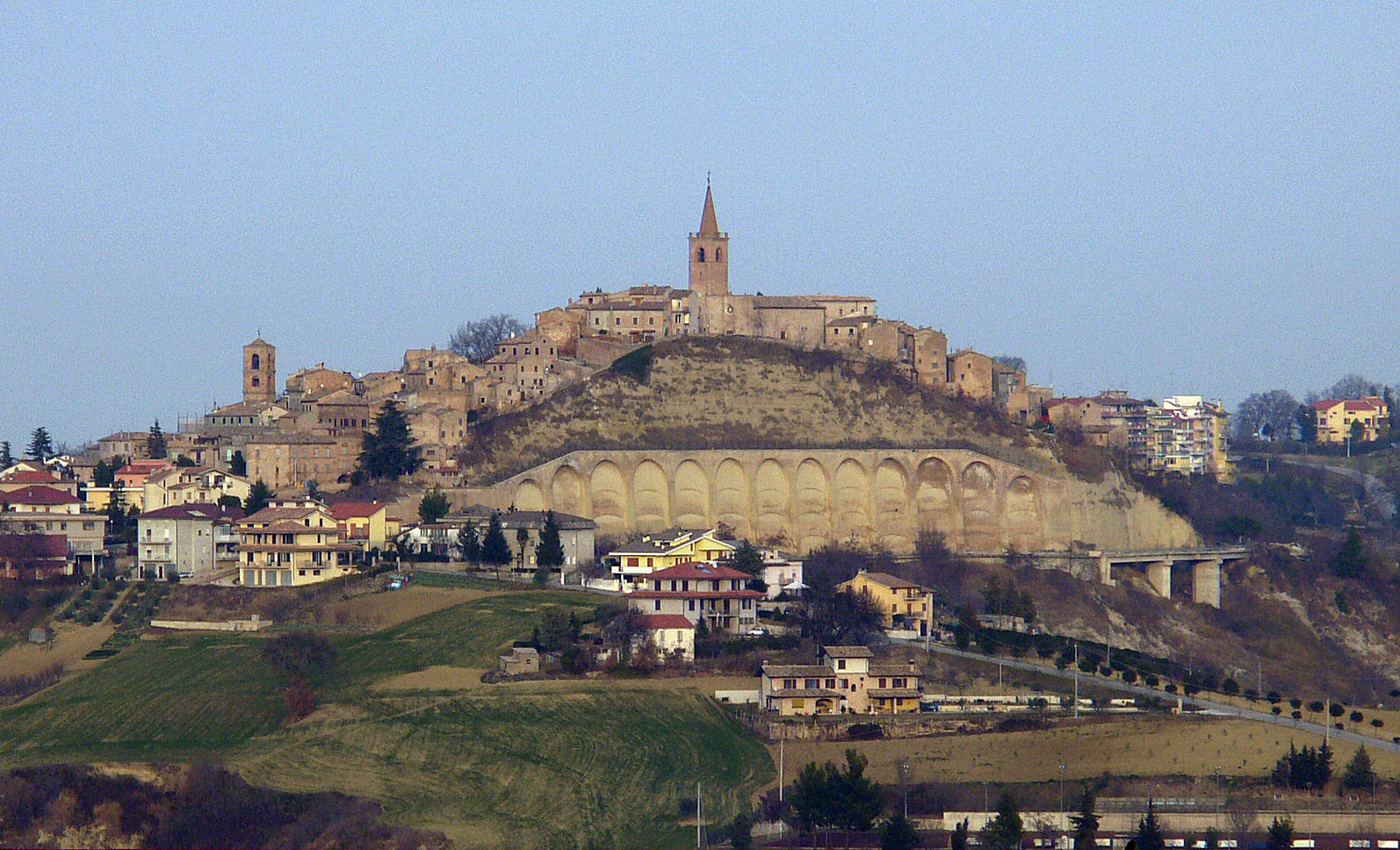
Castignano

Castignano (im lokalen Dialekt: Castëgnà) ist eine italienische Gemeinde (comune) mit 2540 Einwohnern (Stand 31. Dezember 2023) in der Provinz Ascoli Piceno in den Marken. Die Gemeinde liegt etwa 9,5 Kilometer nordnordöstlich von Ascoli Piceno. Castignano ist Teil der Comunità Montana del Tronto. Der Tesino bildet die nordöstliche Grenze der Gemeinde.

## Geschichte
Im Gemeindegebiet wurde die Stele von Castignano, ein Sandstein-Bustrophedon aus dem 7. oder 6. Jahrhundert vor Christus, gefunden.